# 潘子霓
潘子霓（？—？），字望甫，號鶴汀，山東濟南府羣牧所軍籍山西蔚州人，明朝政治人物。

## 生平
山東鄉試第十六名舉人。嘉靖三十二年（1553年）中式癸丑科會試第一百五十八名，三甲第九十一名進士。户部观政，授行人，升户部主事，三十八年丁父忧。隆慶元年（1567年）任滄州知州。

## 家族
曾祖潘普海；祖父潘鐸；父潘相（1486年-1559年），字朝臣，號友山，封承德郎户部主事；母趙氏。兄潘子雨（举人）、子震（生员）。